# Zbigniew Kwiatkowski
Zbigniew Kwiatkowski (* 2. April 1985 in Mława) ist ein ehemaliger polnischer Handballspieler, der zumeist als Kreisläufer eingesetzt wurde.
Der 2,02 m große und 116 kg schwere Rechtshänder begann seine Profikarriere beim polnischen Verein Jurand Ciechanów. 2003 wechselte er zu Wisła Płock, mit dem er 2004, 2005, 2006, 2008 und 2011 polnischer Meister wurde sowie 2005, 2007 und 2008 den Pokal gewann. 2012 unterschrieb er bei Pogoń Stettin, kehrte aber nach einem Jahr nach Płock zurück. Von der Saison 2017/2018 bis 2019/2020 lief er für MKS Kalisz auf.
Mit der Polnischen Nationalmannschaft gewann Zbigniew Kwiatkowski bei der Weltmeisterschaft 2007 die Silbermedaille.